# 殺し屋1
『殺し屋1』（ころしやイチ、Ichi the Killer）は、山本英夫による日本の漫画作品。または、それを原作に制作された映画、OVA作品のタイトルであり、シリーズの主人公の名称である。

## 概要
山本英夫の代表作。いじめられっ子だが実は真性サディストの殺し屋「イチ」を主人公とするバイオレンスアクション漫画で、過激かつ陰惨な暴力描写が特徴となっている。累計発行部数は約500万部。このほか、関連作品として本作の連載開始前に描かれた『1 -イチ-』（全1巻）と『殺し屋1（イチ） 誕生編』（全3話）が存在する。現在は、シリーズ全作品をAmazon Kindleやウェブコミック配信サイトなどで読むことが可能である。2022年現在、『イチ』シリーズ単行本の電子版の配信元は、漫画家の佐藤秀峰が運営する「電書バト」となっている。
三池崇史監督により、2001年に映画化されたが、映倫によってR-18指定（=成人指定）されている。脚本を執筆した佐藤佐吉によると、本作は「映画そのものが反社会的」と映倫から判断され、R-18指定となった
。一般にR-18は性描写に対する判断が中心であるが、暴力描写によるR-18指定は本作が初とされる。また、海外では本作を上映禁止にした国や、複数のシーンをカットした上で上映した国が複数存在する（本項の映画の項目を参照。）。
第1巻の電子書籍版がアマゾンのKindleストアで無料配信された際には、アダルト本のカテゴリーに分類されていた。その後は、通常のコミックとして扱われている。また、前述した『1 -イチ-』も2002年に実写映画版のスタッフ（丹野雅仁監督）によってオリジナルビデオ作品として映像化された。主演は実写映画版と同じく大森南朋である。
本作はあまりにも残虐シーンが多いため見落とされがちであるが、本質的な内容は「眠らない街・新宿で巻き起こる…笑いあり、涙あり、必然性ナシのラブ＆コメディ」である（59話）。

## ストーリー
殺害対象を残虐に殺すサディストの殺し屋「イチ」を擁する歌舞伎町の「はぐれ者グループ」と、マゾヒストのヤクザ「垣原」が率いる暴力団・垣原組との攻防、そしてイチと垣原の「異常性愛者」同士の邂逅を描く。
欲望が渦巻く街、新宿・歌舞伎町。この街にある、入居者の8割が暴力団関係者という危険な集合住宅（通称・ヤクザマンション）が物語の中心となる。
様々な理由で組織を破門された「はぐれ者」たちを率いる謎の男「ジジイ」は、仲間たちとともに、ヤクザマンション内で最も恐れられる武闘派暴力団「安生組」の壊滅を計画。殺し屋「イチ」を使って組長の安生芳雄とその愛人を殺害し、部屋の金庫から組の資金である約3億円もの大金を強奪する。
「イチ」こと城石一は、ジジイがマインドコントロールによって殺し屋に仕立て上げた22歳の青年で、普段は気弱な性格だが、学生時代にいじめを受けたトラウマが蘇ると、まるで子供のように泣き喚きながら相手を惨殺する「泣き虫の殺し屋」だった。
安生組若頭である「ピアスのマー坊」こと垣原雅雄は、暴力と拷問を用いた執拗な追跡により、安生を消した犯人がジジイ一派と殺し屋「イチ」であるという事実を突き止め、彼らへの報復を誓う。しかし、ジジイの誤情報に踊らせられ、船鬼一家の鈴木を過激な拷問にかけて重傷を負わせたことが問題視され、垣原は上部団体の三光連合から絶縁される。垣原は三光連合の処分に反発し、自ら「垣原組」を立ち上げる。さらに、ジジイは策略を弄し、鈴木から垣原組壊滅の依頼を受ける。「イチ」はジジイの指令に従い、垣原組のヤクザを惨殺していく。
はぐれ者グループと垣原組の抗争に巻き込まれることを恐れたヤクザたちは、次々にヤクザマンションと垣原組から離れていく。しかし、真正のマゾヒストである垣原は逆にイチの持つ残虐性に惹かれ、いつしかイチが自分の前に現れる時を待ち焦がれるようになる。
一方、イチは人を傷つけることに迷いを覚え始め、暴力の世界から遠ざかろうとするが、様々な出会いを通じて、人が痛めつけられる様子を見て性的興奮を感じている自分がいることに気付く。やがて、究極のサディストであるイチと究極のマゾヒストである垣原の二人はヤクザマンションで出会い、殺しあうことになる。
エピローグでは3年後、かつての抗争を生き残り、それぞれの日常を過ごす者たちの姿が描かれる。最後は、歌舞伎町で些細なことから見知らぬヤクザに絡まれてしまい、泣き出す寸前のイチの泣き顔とともに物語は幕を閉じる。

## 作品舞台（歌舞伎町）
新宿・歌舞伎町の風景がリアルに描かれており、モデルとなったマンションや病院も実在する。また、西武新宿PePeや風林会館など、実名で登場した施設もある。

### ヤクザマンション
本作の主要舞台。歌舞伎町に佇む13階建てのマンション。正式名称は「歌舞伎町サンライズマンション」。表向きはごく普通のマンションだが、一般人の入居者はわずか2割。残りの8割は組事務所、住居、愛人宅、風俗店、不法就労外国人のタコ部屋などといった、暴力団関係施設が占める。警備員もヤクザの息のかかったフロント企業から派遣されている。ヤクザ間の取り決めとして、「マンション内では銃器は使用厳禁」という暗黙の掟が存在する。
ジジイの策略によって垣原組が壊滅した後は取り壊され、跡地には別のマンションが建てられた。なお、「歌舞伎町サンライズマンション」のモデルになった実在のマンションは、2022年現在も存在している。
マンション内の主な施設
11階 安生の愛人部屋
部屋番号は明記されていない。イチが安生とその愛人を殺し、ジジイらが約3億円を金庫から盗み出した。作中の時間軸でのイチによる最初の殺人現場。
1303号室 安生組（安生興業）事務所→垣原組事務所
ヤクザマンションの最上階にある。安生の死後、垣原が三光連合から絶縁された後は、垣原組の組事務所となる。
608号室
船鬼一家の鈴木が安生組に内緒で運営している裏ビデオ工場。中国人4人が住んでいたがジジイらによって全員始末された事が作中で暗喩されている。
803号室 SMクラブ「ウィスパー」
安生組系のSMクラブ。完全防音になっており、垣原達が拷問を行う際によく用いられる。1話の冒頭で、はぐれ者グループが見ていた見取り図には「住居」と書かれている。
1201号室 「テレクラJoe」
船鬼組が運営していたテレクラで、現在は潰れている。ジジイがイチのアジトに指定する。実写映画版では1109号室に変更されている。
905号室 SMクラブ「ウィスパー2」
安生組系のSMクラブ。26話で、SMプレイを楽しむ垣原が、カレンに自らを殴らせる際に使用した際に初めて登場する。その後の二郎・三郎兄弟による龍とミユキの拷問シーンでは外に音が漏れているので、「ウィスパー」と異なり防音ではないことが分かる。1話の時点で905号室は、「事務所」と表記されていた。
1007号室
垣原組の裏ビデオ工場。垣原組の下っ端ヤクザ3人がいたが、ジジイによる垣原組への見せしめのため、イチに全員惨殺される。惨殺された死体を見て興奮した垣原は、イチとの出会いを望む思いを強くする。

### 北新宿中央総合病院
垣原の拷問を受けた鈴木が収容された病院。鈴木はVIPルームの301号室に入院している。この部屋は、垣原が「オトシマエ」としてドスで自らの舌を切り落とした現場でもある。

### タームホテル
新宿にある高級ホテル。ジジイのアジトの一つになっている。
4309号室
ジジイは、イチとの面会には必ずこの部屋を使用する。窓際にテーブルがあり、ジジイはイチと高級料理の食事を楽しみながら、報酬を渡したり、次の殺人指令を出す。
6013号室
ジジイの個人アジト。精神医学の専門書などが置かれている。

### ホテル シャドゥー
新宿・歌舞伎町の、ヤクザマンションの向かい側にあるラブホテル。ジジイ一味のアジトの一つでもあった。
702号室
はぐれ者グループのアジト。この部屋ではぐれ者一味の井上（加納）と、ヘロインの売人・マリアが垣原に惨殺される。
501号室
物語の終盤でジジイの策略によりカレンがこの部屋に呼び出され、イチに惨殺される。

### PUBヒランドゥ★
カレンが働く新宿・歌舞伎町のキャバクラ。垣原はここの常連客だった。

### HOTEL GRANBE
新宿・歌舞伎町のホテル。違法薬物の取り引きや摂取によく使われる。別名「ポン中ホテル」。

### 洋食レストラン パリジェンヌ
新宿・歌舞伎町の「風林会館」に実在する洋食レストラン（カフェレストラン）。ここで三光連合の会議が開かれ、垣原の絶縁が決まった。

### ピンクサロン デバゲバ
新宿・歌舞伎町のピンサロで、船鬼一家がケツ持ちを務める。垣原組から船鬼一家に移った井上（ジジイの仲間ではない方のヤクザ）が呼び込み兼用心棒を務める。スランプに陥ったイチが風俗嬢に嘔吐し、井上から賠償金を請求されそうになるが、通りかかった金子がイチを助ける。

### HOTELキャリオーン
カレンが手配したホテトル嬢のマリナとミカが、二郎・三郎兄弟の相手をしたラブホテル。

### ファッションヘルス パンチョ♥
ミユキが働いていた新宿・歌舞伎町のファッションヘルス。

### 西武新宿PePe
西武新宿PePeは新宿・歌舞伎町に実在する商業施設。カレンの策略で、ミユキを装った女性に電話で呼び出された龍が待合場所として出向くが、二郎・三郎兄弟に拉致される。

### ファミリーホーム歌舞伎町
歌舞伎町サンライズマンションが取り壊された後に建てられた、一般人向けの新しいマンション。普通の主婦などが暮らしているが、歌舞伎町という場所柄ゆえか、ヤクザも相変わらず入居してくる。ジジイいわく「豚ばかりの廃墟」「オレが建てたオレのための最高の墓石」。

### 東京ハローひまわりテレフォン
「ストレス発散したい時」「八つ当たりしたい時」「イライラした時」「話を聞いてほしい時」「寂しい時」などにかけられる、東京都内にあるコールセンター。

## 作品舞台（新潟）

### 株式会社海鉄機工
イチが働いていた新潟の町工場。上司や同僚がことごとくイチをいじめる陰湿な体質の会社。この工場の生産設備を使って、イチが殺人シューズを作り上げた。正確な表記は「金へんに矢」の「鉃」を用いる「海鉃機工」。実写映画版では、都内の飲食店でイチが働いているという設定に変更されている。

### ペットニン
セーラが働く新潟のピンサロ。本番禁止の店だが、イチに心を開いたセーラが本番行為を行う。しかし、イチはセーラの体中の傷にサディストとして興奮していただけだったため、本番では射精には至らなかった。実写映画版では店名は表示されておらず、東京都内の風俗店に設定が変更されている。

## 登場キャラクター
実写映画版では、原作漫画から設定が細かく変更されている。以下の記述は、原作漫画に基づいた内容を基本とし、実写映画版との相違がある場合はその点も記載する。

### はぐれ者グループ
イチ
本作の主人公。本名は城石 一（しろいし はじめ）。22歳。
長身痩躯で、スポーツ刈りにした青年。見た目どおりの気弱な性格だが、その裏に常軌を逸したサディストの一面を持つ。総合格闘技やキックボクシングに詳しい。主に自分より強い相手に威嚇されたときに、自分の感情を押し殺した、気持ち悪い卑屈な笑顔を相手に見せる特徴がある。言動挙動が人を苛立たせることもしばしばである。
学生時代にイジメを受けていた過去がある。そのトラウマをジジイに利用され、対象人物が過去に自分を虐めたとされる人物（時としてジジイの刷り込みによる架空の者）に重なった時、泣き喚きながら発作的に相手を殺害する殺人マシーンとなる。イチの正体を知っているのはジジイだけで、他のはぐれ者グループのメンバーはイチが何者かを知らない。また、イチがはぐれ者グループの中で接触可能なのも、ジジイただ一人だけである。
超人的な脚力を持つ。主な殺害方法は、イチの履く鉄骨仕込みの靴（殺人シューズ）の左足用のかかとにある仕込み刃によるもの。通常、仕込み刃は殺人シューズの内部に収納されているが、側面のピンを引き抜くと仕込み刃が外側に飛び出る仕組みになっている。彼の超人的脚力も相まって、殺人シューズにより人間の四肢を軽々と切断し、斬られた相手が気付かないほどのすさまじい切れ味を誇る。また、彼の着ている特殊スーツ(ダウンヒル用の防護スーツと似たデザイン)のところどころにあるプロテクターは高度な防弾加工がしてあり、拳銃の弾の貫通を防ぐことができる。
本人は自覚していなかったが、高校生の時に同級生を撲殺し、医療少年院に送られている。
人が傷つき痛めつけられることに性的興奮を覚える、潜在的かつ間接的なサディストである。残虐な光景を見た後や相手を殺害した後に自慰行為を行い射精し、自らの精液を現場に残して去ることが多い。垣原は、残忍な殺害現場に精液を残すイチの異常性癖を見て興奮し、出会いを望むようになる。
普段は新潟県にある海沿いのコテージに住み、新潟の鉄工所「海鉄機工」で働いている。
自らの殺害現場を見て反撃しようとした風俗嬢セーラを殺害した後にスランプに陥り、どうやっても勃起が収まらず射精ができない状態が続く。その時は激しい嘔吐を繰り返していた。
ヤクザでありながらマゾヒストでもある垣原と、サディストであるイチの、変態同士の対峙が、本作の中核である。
実写映画版では、髪型がスポーツ刈りではなく坊ちゃん刈りになっている。また、勤務先が新潟の鉄工所から都内の飲食店に変更されている。
ジジイ
本作の狂言回しで、グループのリーダー的存在。白髪頭に無精髭を生やした小柄な初老男性の容姿をしているが、実は整形手術を受けており、実年齢は30代前半。ステロイド注射によって小柄な骨格に不相応な筋量を有していることが作品の終盤に判明する。喫煙者である。
物語の冒頭で、安生組の組長である安生と17歳の愛人をイチに殺させた後、愛人部屋の金庫をこじ開けて、中にあった約3億円の現金（安生組の資金）を強奪。その後も、言葉巧みにヤクザマンション内での内部抗争を扇動する。
理知的で策略に長け、流暢な中国語を話すこともできる。自身が考えた「イチによる平和の新宿（ハイキョ）計画」というシナリオ通りに、陰で操っていく。常に笑みを浮かべているが、裏の性格は非情かつ冷酷であり、他人を「駒」としか捉えず、自らの計画に巻き込まれた者が死のうが拷問を受けようが全く気にならない。また、仲間だった昇とカレンを「イチ」に殺害させた。
ジジイはイチ以上の強固な妄想に基づいて行動する。原作では、ジジイに指示を出していたと思われていた電話の相手が、実は誰でもかけられるコールセンターの相談サービスだったという、意外な展開になる。一方、OVA版・実写映画版では、ジジイが垣原個人に対する個人的な感情で動いていたことが示唆されている。
原作では本名はおろか、偽名すら明らかにされていないが、OVA版では「田辺（タナベ）」という偽名を名乗っている。
実写映画版の容姿は、原作とは大きく異なる。
昇（のぼる）
ジジイの「仲間」。苗字は不明。白いタンクトップに坊主頭で両腕の入れ墨が特徴的な巨漢。垣原や二郎らには「ハゲ」と呼ばれている。拳銃使いで密輸ルートなどにも詳しい。物語の冒頭でFN ブローニング・ハイパワーを手にした時は、嬉しそうな笑みを浮かべていた。
井上が垣原に殺害された際は怒りを露わにしたり、拷問を受けていた部屋にイチが現れたときは、イチが助けに来たと勘違いして嬉し涙を流すなど、武闘派の元ヤクザ者とはいえ、作中では比較的常識的かつまともな人物である。
物語の中盤で垣原に捕まり、「サブインシジョン」と称して垣原に陰茎をハサミで真っ二つに切られた上、二郎に腕力だけで両腕をもがれてしまう。後にイチがその場に駆けつけるが、ジジイの裏切りにより、ジジイから殺人指令を受けたイチの殺人シューズで胸を刺され、二郎に続いて殺害される。
実写映画版には登場せず、龍とキャラクターが統合されている。
龍（りゅう）
ジジイの「仲間」。中国訛りの日本語が特徴の中国人で、ヘルス嬢のミユキに貢がせているヒモだが、実際は女性を心の底から愛でている。裏社会の人間だが「人コロスの気が進まない」と語っている（1話）。昇と同じく、井上の死に憤るなど悪党でありながら義理人情には厚い男である。
垣原の策略により、ミユキを拉致した二郎・三郎に騙されて拉致される。拷問部屋で二郎に耳を引き千切られた後、拳で睾丸を潰され、三郎には足の親指にドスを突き立てられる、顔を含む上半身をドスで斬りつけられるなどの拷問を受けた後、とどめとして三郎に股間にドスを刺され、ミユキに対して「ミユキ…対不起(ゴメンネ)[読み:トエプチ]」と言葉を残し息絶えた。その直後、ミユキも二郎に顎を殴打され、殺害された。
実写映画版では昇とキャラクターが統合されており、拳銃を使う。
井上（いのうえ）
ジジイの「仲間」。本名は加納（かのう）。鋭い目つきに鼻の下と顎のヒゲ、禿げ頭が特徴で、上下スウェットのような衣服を着用している。薬物中毒者であり、アフガン産のヘロイン「スノーホワイト」を愛好している。死体性愛の嗜好も持っており、本作の冒頭でイチが殺害した17歳の安生の愛人に加えて、安生までも屍姦していた。
元は安生組構成員であり、垣原の「オトシマエ」により、ピアッシングされた無数のピアスホールが、現在も耳に残っている。覚醒剤絡みの件で失態を犯し、安生組から破門された。それを隠しながら新宿で生きていくために、整形手術を受けている。安生組にいた頃からジジイの手先となっており、安生組の施設に盗聴器を仕掛けたのは井上である。
ジジイの指示によりアジトから外出できずヘロインの禁断症状にも襲われる中、ヘロインの売人マリアを脅してアジトを割り出した垣原たちに突入され、捕らえられる。特に、井上が安生を屍姦した事実は、垣原の激しい憤りを招いた。垣原から針を身体中に突き刺される拷問を受けた後、頭部を針で貫かれ殺害される。死の直前、自分が死んだら屍姦してくれるよう垣原に頼み込む。井上の死亡後、垣原が部下の藤原に井上への屍姦を強要し、井上の希望は叶えられた。
実写映画版ではスポーツ刈りとなっており、原作とは容姿が大きく異なる。

### 垣原組
※登場人物のうちヤクザにはU系と呼ばれるプロレスラーの名前が元ネタに使われていることが多い。具体的には、垣原・高山・藤原・安生・船鬼・鈴木が該当する。
垣原 雅雄（かきはら まさお）
本作のもう一人の主人公。痛みを性的快感に置き換える究極のマゾヒスト。性癖上、拷問をすることも受けることも好む。マゾヒストであると同時にサディストでもあり、「オトシマエ」と称して失態を犯した部下の顔や性器にピアスをつけさせている。体を常時荒縄で縛り上げている。身体改造にも関心を持っており、昇を捕らえた際、彼の陰茎に「サブインシジョン」の改造を施した。
安生組の若頭のポストに就いていたが、ジジイのガセネタに踊らせられて、船鬼一家の鈴木に凄惨な拷問を加えて重傷を負わせたことが問題視され、三光連合から絶縁処分を受けたため、自ら「垣原組」を発足する。
喫煙者である。髪型は七三分け。ヒゲを生やしており、体毛が濃い。ヤクザだが、入れ墨は入れていない。 耳、顔、口、男性器に多数のピアスを開けており、「ピアスのマー坊」というニックネームを持っている。また、かつて同じ組織（九州の暴力団「阿藤組」）にいた二郎・三郎兄弟から受けた拷問による、顔面の大きな傷や裂けた口が異様な外見上の特徴となっている。
拳銃は所持しない主義であることを明言しており、拳銃の代わりに、攻撃用の長い針を常時何本も持ち歩いている。針は、戦闘はもちろん、対象への拷問や「オトシマエ」としてピアス用の穴を開けるのに欠かせない彼の愛用の品である。本人いわく「大の甘党」だが、ジジイの情報に踊らせられて鈴木を拷問した「オトシマエ」として、甘みを感じる舌先をドスで自ら切り落とす。しかし、その際に性的興奮を感じて射精していた。
人間の体液（血液、精液など）や遺留物などの味や匂いから本人を特定できたり、相手の攻撃能力をコピーできるという特殊な能力を有する。
当初は安生組長の敵討ちのために行動していたが、イチの猟奇性・異常性が判明していくにつれ、イチへの期待が高まっていく。イチに狙われている状況をまるでSMプレイのように楽しみ、「絶望したい」欲望を満たすためにイチを求める。
垣原にとってSMとは、プレイではなく生活である。常軌を逸した精神、痛みに対する異常なまでの拘り、そして独特な思想を表す言動も多い。
垣原は常軌を逸した狂人であるものの、暴走しがちな二郎・三郎をたしなめたり、一般人には基本的に害を加えないなど、時と場合によっては理性的で冷静な対応や判断を行う一面もある。
物語終盤にイチと対峙し、イチの異常性に恍惚の表情を浮かべ襲い掛かる。しかし、過去の妄想によって豹変したイチに左手を切断される。この時点では痛みを感じなかったが、イチの殺人シューズで陰茎を真っ二つに切られたことで、今まで感じなかった「痛み」を感じるようになる。ジジイからは、垣原本人は脳とは別に、体が目の前にいるイチの危険を単純に察知したことで痛みを性的快感に置き換えられなくなり、痛みを感じるようになったことを指摘される。最期は死にたくないと吐露し逃亡を図るも、イチに追い詰められ、飛び移った先のビルから転落死する。
原作の垣原は髪が黒く、暗色系のスーツを常時着用しているが、実写映画版では金髪で派手なスーツなどのファッションで着飾っており、原作とは容姿が著しく異なる。
金子 修二（かねこ しゅうじ）
安生組（後に垣原組）の鉄砲玉。愛用銃はトカレフTT-33（実写映画版ではルガー・KP89）。
組への忠義心が高く、組のために命を投げる覚悟を持っている。だが、同時にかなりの臆病者であり、昇が発砲した銃弾を回避した際は怯んで身動きが取れなくなっていた。垣原組組員の中では唯一、顔に傷やピアスがついていない。妻には逃げられ、息子のタケシと二人暮らしをしている。ひょんなことから街でイチと知り合い、交流を持っていた。
しかし、物語の終盤に、ジジイの策略によって、イジメに遭っているタケシに蹴り技を教えてくれた城石が、実は「イチ」だったという事実を知る。そして、ヤクザマンションで垣原を襲っているイチに発砲するが返り討ちに遭い、イチに左足を切断された上に後ろから殺人シューズで首を刺され、息子のタケシをイチに託し絶命する。
キックボクサーだった過去を持つが、実力は三回戦ボーイ止まり。実写映画版では、拳銃を紛失して退職した元警官という設定に変更されている。
高山（たかやま）
垣原組若頭で、垣原の傍に仕えている大男。二郎・三郎兄弟には「ゴリラ」とあだ名されている。かつて暴力で名を上げてきたが、威勢がいいだけの肝っ玉の小さい男。垣原の凶行には内心おびえている。ジジイ曰く「凡人的欲しか持たないブタ」。
警備員がいなくなったヤクザマンションの警備室に単独で侵入していたジジイを見つけ交戦するが、返り討ちに遭い、首をへし折られて死亡する。
初めは両耳にピアスを付けていたが、後半では付けていない。
実写映画版ではピアスを付けておらず、代わりにサングラスをかけている。
二郎・三郎（じろう、さぶろう）
6年前に解散した九州の悪名高き暴力団「阿藤組」の残党の双子。同じく阿藤組組員だった垣原に呼ばれ、対イチ用の助っ人として歌舞伎町に来た。
暴力で女をねじ伏せて金を巻き上げる、龍とは違うタイプのヒモで、女性に対するレイプ経験も豊富。揃いのダブルスーツを着用しており、髪型は二郎がリーゼントで、三郎がドレッド。2人とも刑務所に収監されているヤクザの組長の妻を相手に「豆泥棒」を行い、恐喝をして生計を立てている。そのため、どこの組からも相手にされなかった。さらに、豆泥棒の恐喝がバレて、垣原と合流する直前は舛舘組と上良組（合計400人）から追い込みをかけられていた。
二郎は人体を素手で引きちぎるほどの怪力の持ち主で、三郎はドスの名手。二人とも、垣原までもが「イカれている」と評し、一般人や無関係な人物（特に女性）に対して理不尽に暴力を加える危険人物である。垣原の顔の傷と裂けた口は、阿藤組時代に彼らがつけたものである。
双子ゆえの不思議な感情をお互いが持っており、些細なことで競い合っては手が付けられない兄弟喧嘩に発展する。 本来は三つ子で、「一郎」という長兄がいたが、過去に些細な喧嘩が原因で二郎・三郎に殺害されている。
最終的には、二人ともイチに殺害された。二郎は昇を拷問中に現れたイチの殺人シューズを怪力で脱がせることに成功するが、素足のイチのキックで両腕を折られたのち、渾身の蹴りで首を折られて死亡する。三郎は終盤にイチと対峙した際、緊張から落としたドスを拾おうとした瞬間、殺人シューズで頭頂部を斬られて絶命する。
実写映画版では悪徳刑事に設定が変更されており、容姿も原作とは大きく異なる。
藤原（ふじわら）
安生組（垣原組）の下っ端ヤクザ。髪型は角刈り。ヘマをすることが多く、大量に「オトシマエ」のピアスが付けられている。垣原がはぐれ者グループの井上を殺害した際は、垣原から井上の屍姦を強要されるなど、組織内で散々な目に遭わされている。他の組員が引き抜かれていく中、どこにも引き抜かれることなく渋々垣原組に残留していたが、人間がゴミのように次々と殺される状況に耐えられなくなり、高山・二郎・昇の3人の死体を処理する際に、金子の許可を得た上で逃亡する（53話）。
実写映画版ではオールバックの髪型にワインレッドのコートを羽織っており、原作とは容姿が大きく異なる。また、井上（はぐれ者グループではない方）とキャラクターが統合されている。ビジュアルキャラクターのモデルは、当時アシスタントをしていた漫画家の藤原さとし。
高木（たかぎ）
安生組（垣原組）の下っ端ヤクザ。リーゼント頭に出っ歯が特徴。藤原と一緒に安生の警護を怠った「オトシマエ」として、二人とも垣原にピアスをつけられている。他の垣原組組員が船鬼一家に移った時点で、物語からフェードアウトしている。実写映画版には登場しない。
竹中ツトム（たけなか つとむ）
垣原組組員で、オールバックの下っ端ヤクザ。ヤクザマンションの一室に設けた裏ビデオ工場にマサシ、桜井の2名とともにいたが、玄関に異変を感じたことから、拳銃を持って玄関を見に行ったところ、クローゼットに潜んでいたイチの殺人シューズによって顔面を切断され、惨殺された。実写映画版にはイチの殺人シューズによって切断された顔面だけが登場する。
マサシ
垣原組組員で、禿げ頭の下っ端ヤクザ。拳銃ではなくドスを持っているが、イチに両手と左足を切断され、首に殺人シューズを刺されて惨殺された。実写映画版には登場しない。
桜井（さくらい）
垣原組組員の下っ端ヤクザ。小太りの禿げ頭で、顔の中心に目鼻口が寄ったタヌキ顔が特徴。サプレッサーを装着したベレッタM92Fを持っていたが、中学時代に、桜井とよく似た「時任」からいじめを受けた記憶を蘇らせたイチにより、殺人シューズで輪切りにされ、惨殺された。血まみれになった裏ビデオ工場で、バラバラにされた桜井の死体を見た垣原は感動し、サディストであるイチへの思いを強くする。実写映画版にはイチに殺害された後の内臓だけが登場する。
井上（垣原組→船鬼一家）
安生組（垣原組）にいた下っ端ヤクザ。はぐれ者グループの井上とは別人。丸刈りの頭、斜視、無精髭、抜けた歯が特徴。安生が行方不明になった現場では、安生の死の可能性を口にしたところ、垣原から針で肩を刺された。さらに、垣原が三光連合から絶縁された後に発足された垣原組を抜けようとしたところ、垣原から針で左足を何度も刺される暴行を受けた。その後、垣原組を正式に脱退し、船鬼一家に加入する。船鬼一家では、ピンサロ「デバゲバ」の呼び込み兼用心棒を務めていた。実写映画版には登場せず、藤原とキャラクターが統合されている。

### 垣原組（安生組）の関係者
安生 芳雄（あんじょう よしお）
新宿の暴力団の中でも武闘派として最も恐れられている安生組（安生興業）組長。カレン曰く「ロリコン」。第1話にて17歳の愛人とともに「イチ」に殺害されるも、床に血で書かれた「1」というダイイング・メッセージを遺す。垣原は安生から受ける暴力に悦びを感じていたとされるが、実は「次の存在が見つかるまでの気休め」でしかなかったらしい。本編には死体の一部しか登場せず、垣原が所持する写真でのみ顔がわかる。
カレン
安生の愛人だったキャバクラのホステス。後に人脈を使い、垣原を援護する立場になる。 ミユキを垣原達に売り渡し、二郎・三郎兄弟から凄惨な拷問を受けて、悲惨な姿になってしまった彼女を見ても平然としている、異常なまでに冷酷非道な女である。
しかし、実際にはカレンもジジイに踊らされている傀儡の一人に過ぎなかった。さらに物語の終盤で、ジジイの愛人だったことも判明する。
ジジイの指示で、イチの高校時代の同級生でいじめられ仲間であった立花のふりをして「テレフォンSMプレイ」を行っていた。このことを利用したジジイの策略により、作中の最後でイチにより喉元に殺人シューズの刃先を刺され、惨殺された。イチはカレン殺害後、遺体に顔射を行い、さらに血まみれの殺人シューズを履いたままバッティングセンターで「あ～～～気持ちいいっ!!」と叫び、その変態性を露わにする。なお、本作ではカレンがイチによる最後の犠牲者である。
実写版映画では香港から来たホステスという設定に変更されており、英語と広東語、そして片言の日本語を話す。原作のカレンは金髪だが、映画では黒髪になっている。

### 三光連合の関係者
中沢 俊至（なかざわ しゅんじ）
安生や船鬼を傘下におさめる本家「三光連合」会長。昔、銃弾を頭に撃ち込まれた影響で常にフラフラしている。また、「オセロ」という名前のヨークシャー・テリアを常に抱きかかえている。実写映画版では犬の代わりに砂時計を持ち歩いている。
船鬼（ふなき）
安生組と同じ三光連合の傘下にある、「船鬼一家」組長で、インテリ経済ヤクザ。原作漫画ではサングラスをかけているのが特徴だが、実写映画版ではかけていない。
鈴木（すずき）
「船鬼一家」幹部だったが、ジジイの謀略で垣原から拉致・拷問され、熱した油を頭や背中にかけられ、大火傷を負って入院する。その恨みと、中国マフィアに扮したジジイらの謀略により、垣原組を壊滅させるための殺し屋（＝イチ）を3億円の費用で雇う。
物語終盤、殺し屋を雇っていたことを垣原たちに知られてしまう。病院の個室で裏ビデオの撮影を行っている最中、病室に乗り込んできた三郎の暴走により、頭部にドスを突き立てられ、裏ビデオの女優とともに殺害された。実写映画版では後半に登場せず、生死は不明。
西城（さいじょう）
船鬼一家の下っ端ヤクザ。絶縁された垣原にヤクザマンション内でトカレフを向けるが、逆に垣原にトカレフを奪われ、肛門に銃弾を打ち込まれた後、ヤクザマンションから垣原に突き落とされて殺害される。実写映画版には登場しない。

### その他
金子タケシ
金子の一人息子。小学生。父親と共にヤクザマンションで暮らしている。学校でイジメを受けており、前髪を切られたことから常に手で額を隠している。イチがコインランドリーで教えた蹴り技のおかげでいじめられなくなった。ジジイ一味と垣原組の抗争にて父を失い、天涯孤独になるが、物語の最後でジジイによって「計画」のための新たな殺し屋に仕立てられたことが判明する。新宿の路地裏でイチと再会するも、彼のことを覚えている様子は無かった。
ノリオ
新潟のいじめられっ子。イチの強さに憧れ、イチから空手の蹴り技を学ぶ。実写映画版には登場しない。
セーラ
新潟県のピンサロ店「ペットニン」に勤務する24歳の風俗嬢。原作漫画における本名は「林田洋子」、実写映画版における本名は「山崎恵美」。 同棲している男に凄惨なドメスティックバイオレンスを受け、体中が傷だらけのため、店内が暗い風俗店でしか働けない。
ピンサロでイチにサービスをしているときに「同棲相手の男を殺してやりたい」と愚痴を漏らしてしまう。その後、イチは希望を叶えて男を殺害したが、彼女自身もイチを拒絶する姿勢を見せ、バットで反撃しようとしたため、イチの殺人シューズで頸動脈を切られ、男に続いて殺害された上、自宅に放火された。
セーラの情夫
小太りの男で、セーラのヒモ。一見すると中年に見えるが、実際は31歳（実写映画版では33歳）。原作漫画における本名は「田村」、実写映画版における本名は「横山 正」。自らは働かず、セーラを風俗で働かせて生活費を捻出している上に、セーラに対して日常的にDVを加えている。セーラの愚痴を真に受けたイチに自宅に侵入されたあげく、殺人シューズで体を真っ二つに切り裂かれて殺害される。
丈二（じょうじ）
ヤクザで、「ヒランドゥ★」の客。垣原に言いがかりをつけ、口のピアスをちぎるも、垣原により針で口を引き裂かれる。実写映画版には登場しない。
マリア
タイ人で、歌舞伎町のヘロイン密売を仕切っている。関西弁を喋るのが特徴。自身もヘロイン中毒者で、飼い犬にまでヘロインを注射している。針を用いた垣原の拷問により、自らの顧客である井上に連絡を取ってアジト（シャドゥー702号室）を割り出すが、「痛みを憎しみに思うようなヤツは信用できねェんだよ」と、垣原に針で首を圧迫されて殺害される。実写映画版では垣原によるマリアの殺害シーンは省略されている。
マリナとミカ
垣原に命じられたカレンが、二郎と三郎の性欲処理のために連れてきたホテトル嬢。カレンいわく「政治家クラスを相手にする」レベル。マリナは黒ギャル、ミカは白ギャル。セックスを終えた後の二郎と三郎に焼肉店に連れて行かれるが、些細なことから二人が口喧嘩を始める。セックスの感想を二人に尋ねられ、「三郎が良かった」と答えたマリナは、二郎に髪を全て引きちぎられ、「二郎が良かった」と答えたミカは、三郎のドスで両乳首を斬り落とされた。実写映画版には登場しない。
ミユキ
龍の情婦で、21歳のファッションヘルス嬢。龍からは「ミユミユ」と呼ばれている。
二郎・三郎兄弟に龍の居所を問い詰められた際には毅然とした態度で対応し、彼らに襲われた際にもスタンガンで応戦するなど頭の回転が良く勇敢な女性だったが、龍の居所を探ろうする垣原の策略により、二郎・三郎兄弟に拉致される。二郎・三郎兄弟から乳首を斬り落とす、豊胸バッグを破裂させるなどの凄惨な拷問を受けた挙句に、龍とともに「ウィスパー2」に監禁され、二郎と三郎にレイプされる。最後は二郎のアッパーカットにより殺害される（実写映画版では金子の暴行により死亡）。
みどり
『殺し屋1 誕生編』およびOVA版に登場。コードネームは「ナンバー3」。
イチと同じ空手道場に通う若い女。脚技や関節技に長け、チンピラを一蹴するほどの腕前。極度のマゾヒストで、SMプレイによる傷跡が無数に残っている。
実はジジイの協力者であり、イチの性癖を覚醒させる役目を担ったことがOVA版で明らかにされている。

### イチの高校時代のいじめ被害者
立花（たちばな）
イチの同級生だった女子高生。関西地方からの転校生で読者モデルとして採用された直後、滝原たちからいじめられているイチを庇ったため、イチと共にイジメの標的となった。滝原たちのグループからイチとのキスの強要、排便の強制、強姦など凄惨ないじめを受ける。イチの性癖にも影響を与えた、この物語のキーパーソン的存在でもある。
本作では、ジジイがカレンに「立花」役を電話で演じさせ、ヤクザマンションの潰れたテレクラに待機しているイチを思いのままに操っていく。

### イチのいじめグループ
滝原アキラ
イチの高校時代におけるいじめグループのリーダー。小さな吊り目が特徴。イチに対する常軌を逸した異常かつ凄惨なイジメや、転校生の立花に対するレイプの主導役。
荻野
いじめグループのメンバー。髪を金髪に染め、パンクロッカー風のいで立ち。
健康兄弟
「健二」と「康二」の双子の兄弟。いじめグループのメンバー。ギョロ目と鼻柱の太さが特徴。なお、「健康兄弟」という名前の双子は、同じ山本英夫の「HIKARI-MAN」にもイジメっ子として登場する。
金田
坊主頭でイチの同級生。イチとともに滝原たちからいじめられていたが、いじめグループに寝返ってイチをいじめるようになる。
時任
滝原らのいじめグループとは別に、中学時代にイチをいじめていた、タヌキ顔の生徒。エアガンの拳銃でイチを撃ちまくる。なお、時任はセリフで「おれのこの44マグナム」と言っているが、時任が実際にイチをいじめるために使用したエアガンは、マグナム弾が入るリボルバー式拳銃ではなく、オートマチック式拳銃がモデルとなっている。実写映画版では、ジジイがイチに殺人指令を出す際に名前だけが登場する。

### 阿藤組
垣原・二郎・三郎が在籍していた九州の暴力団。組員は7人しかいなかったが、九州ではどこも手を出せないキワモノ揃いのイカれた集団だった。6年前に解散し、垣原は安生に拾われたが、垣原と二郎・三郎を除く他の組員は刑務所に収監されたり、殺されている。二郎と三郎は阿藤組が潰れた後、刑務所に収監されているヤクザの妻を寝取り、それをネタに金を強請ってシノギにしていた。実写映画版では阿藤組の存在が省略されている。

### イチの家族
※OVA版のみの登場。
イチの父親（仮称）
ごく普通の中年のサラリーマン。年の割に性欲旺盛で、妻に毎晩肉体を求めている。同級生の金田晃助（かねだ こうすけ）にたかられていたイチが妻の財布から3万円を盗んだことを問い詰め、彼の部屋に押し入った際に逆上したイチに金属バットで妻ともども撲殺された。
イチの母親（仮称）
世間体を気にする専業主婦。息子の学力低下を気に病んでいる。夫から肉体を求められ、断り切れずに受け入れている。
城石 二郎（しろいし じろう）
イチの弟。大の野菜嫌い。

## 関連作品

### 1 -イチ-
1993年週刊ヤングサンデー連載の全1巻。元いじめられっ子だが空手の達人である高校生・城石 一（しろいし はじめ、通称・イチ）が主人公の喧嘩アクション漫画。イチと同じ空手道場に通っていた不良・赤熊 大（あかくま だい）や、関西から来た狡猾で凶悪な転校生・鬼鮫（おにざめ）などのキャラクターも登場する。『殺し屋1』の外伝であると同時に、原点に当たる作品である。

### 殺し屋1 誕生編
『1 -イチ- 』の続編で、全3話の読み切り作品。作中では前作『1 -イチ- 』の舞台が1991年、本作の舞台がそれから2年後の1993年で、イチの年齢は20歳と語られている。元ボクサーのヤクザと戦う「前編」と、暴力中毒者（パワージャンキー）の女・みどりとの出会いや渋谷のチーマーとの戦いを描く「後編」の二つのエピソードがある。また、後編の冒頭部に、『1 -イチ- 』の最後のシーンが引用されており、イチは鬼鮫を全身複雑骨折させてショック死に至らしめ、少年院に送られたことが明らかにされている。
本作は『殺し屋1』のパイロット版ともいうべき作品で、『殺し屋1』本編とはパラレルワールドの関係とされる。後に、映画化の際に発刊された公式ガイドブックに再掲載された。現在は本編や『1 -イチ- 』とともに、Amazon Kindleやウェブコミック配信サイトなどで読むことができる。

## 映像作品

### 映画
2001年公開。
出演
- 垣原雅雄：浅野忠信
- イチ：大森南朋 (中学期：三浦アキフミ)
- カレン：Alien Sun（孫佳君） [注釈 29]
- ジジイ：塚本晋也
- 井上（加納）：新妻聡
- 龍：KEE
- 金子修二：SABU
- 高山：菅田俊
- 藤原：手塚とおる
- 二郎・三郎：松尾スズキ（二役）
- 鈴木：寺島進
- 船鬼：國村隼
- 中沢俊至：有薗芳記
- 金子タケシ：小林宏至
- セーラ(山崎恵美) ：後藤麻衣
- セーラの情夫(横山正) ：木下ほうか
- イチのバイト先の店長：モロ師岡
- マリア(ヤクの売人)：風祭ゆき
- 龍の恋人 ミユキ：青木理央
- パブ「ヒランドゥ★」の客：森下能幸
- パブ「ヒランドゥ★」店長：川屋せっちん
- ヤクの売人 ：佐藤佐吉
- ヤクの売人 ：菅原香織
- ヤクの売人 ：迫英雄
- ヤクの売人 ：森羅万象

スタッフ
- 監督：三池崇史
- 脚本：佐藤佐吉
- 撮影：山本英夫（映画カメラマン。原作者とは同姓同名で、漢字も同一の別人である。）
- 音楽：Karera Musication
  - オルタナティブ・ロック・バンド「ボアダムス」メンバーの山本精一、Yoshimi P-We、ATR、HILAHの4人で構成されたユニット[6]。
- 製作協力：エクセレントフィルム
- 製作：オメガ・プロジェクト、オメガ・ミコット
- 配給：プレノンアッシュ

エピソード
- 実写映画版は原作漫画の終了を待たずに制作されたため、原作漫画とは大幅に異なる内容のエンディングになっている。
- クエンティン・タランティーノは本作のファンで、電話口で怒鳴る高山役の菅田俊の演技を気に入り、『キル・ビル Vol.1』に菅田を起用した。他にも船鬼役の國村隼、マリア役の風祭ゆき、本作のシリーズで脚本を担当した佐藤佐吉、さらにはイチ役を演じた大森南朋の実父である麿赤兒が同作に出演している。
- タランティーノは、2018年にアメリカで発売された本作のリマスターエディションの予告編に「(三池は)現存する世界で最も偉大な監督のひとりである[注釈 30]」という推薦文を寄せている[7]。
- 脚本を担当した佐藤佐吉によると、本作の制作・公開から20年以上経過した2022年現在でも、本作の海外での人気は根強いという[8]。
- 佐藤佐吉によると、本作はR-18指定を回避すべく、脚本段階から映倫に事前の相談を行い、表現に極力気を使ったという。当初はR-15指定（15歳未満鑑賞禁止）を想定していた[2]。しかし、本項の冒頭で述べたとおり本作は「映画そのものが反社会的」という理由で最終的にR-18指定を受けた[1]。映倫は検閲を回避するため、通常は完成した映画だけを審査する。映倫では映画制作者から相談を受けた場合、脚本にコメントを出すことはあるが、作品の審査結果とは直結しない。佐藤は、映画公開から約20年経過した2020年においても、本作がR-18指定になったことに憤っている[1]。なお、本作の監督を務めた三池崇史は後に、映倫審査適応区分外（＝日本国内の映画館で上映不可）となる『インプリント〜ぼっけえ、きょうてえ〜』（2006年）を制作している。
- R-18に指定されたとはいえ、そのままの状態で本作の映画館上映を許可した日本の映倫は、世界的に見れば本作の表現に対して比較的寛容な部類に入る。BBCの記事[4]によるとドイツ、ノルウェー、マレーシアの3か国では本作の上映が禁止された。イギリスでは全英映像等級審査機構(BBFC)による審査の結果「身体切断、残忍、暴力による性的快楽[注釈 31]」に関連する3分21秒のシーンがカットされたバージョンが上映された。香港版では16分59秒がカットされている。BBCの記事によると、海外でカットされた部分は船鬼一家の鈴木に対する油の拷問シーンと、垣原が「オトシマエ」として自らの舌をドスで切断するシーンである。

### オリジナルビデオ作品「1 -イチ-」
2002年5月15日発売。
スタッフ
- 監督：丹野雅仁
- 脚本：佐藤佐吉
- 製作：ケイエスエス

出演
- 城石一：大森南朋
- 赤熊大：TEAH
- 鬼鮫：千原浩史（千原ジュニア）

### OVA作品「殺し屋1 THE ANIMATION EPISODE.0 」
同作は、劇場版のクライマックスからストーリーが始まり、何故「イチ」が殺し屋になったのかが明らかにされる。2002年9月27日発売。
- 映像特典:対談「イチを創った男たち」(原作・山本英夫×精神科医・名越康文×脚本家・佐藤佐吉)/三池崇史アフレコ初体験/特報/劇場予告編
- 時間：50分
- 言語音声：DD（ステレオ）

スタッフ
- 監督：石平信司
- キャラクターデザイン：二宮常雄
- 作画監督：大花松理、平林孝、八木元喜、加藤清司郎
- 絵コンテ：水野和則、中山勝一、帆村荘二
- 脚本：佐藤佐吉
- 美術監督：廣瀬義憲
- 色彩設計：友野亜紀子
- 撮影監督：大前亮介
- 編集：岡田輝満
- 音楽：高瀬ゆい
- 音響監督：亀山俊樹
- プロデューサー：千葉善紀
- アニメーション制作：AIC
- 製作：メディア・スーツ

出演
- イチ：鈴木千尋
- 垣原雅雄：三池崇史
- ジジイ：辻親八
- みどり：大原さやか
- 金田：山岸功
- 平野：宮田幸季
- 広瀬：阪口大助
- 今村：藤原泰浩
- 父：青山穣
- 母：斎藤恵理
- 次郎：小暮英麻
- 財務官：小形満
- 先生：吉田裕秋
- 店長：中嶋聡彦
- 師範代：飯島肇
- 道場の男：白鳥修馬
- ノブオ：伊丸岡篤
- ウェイトレス：多田桂子

## 原作漫画と実写映画版の主要な相違点
2001年に制作された実写映画版では、映倫の審査を想定してキャラクターの設定や、原作漫画に特徴的な多数の残虐シーンを含めた描写が大幅に変更されている。原作漫画における垣原が針で刺して身体損壊を行なうシーン、二郎・三郎の女性に対するレイプや拷問のシーン、ミユキの自宅への家宅侵入シーンについては、実写映画版では全てカットされている。また、麻薬、強盗、放火など凶悪犯罪を想起させる原作漫画の描写も、実写映画版ではほぼ全てが省略されている。
性的な描写についても実写映画版で再現されているのは女性（セーラ、ミユキ）のヌードシーン、セーラによるイチへのフェラチオシーン（机の影で見えないように配慮されている）、カレンによるイチへのフェラチオシーン（実写映画版オリジナルのシーンだが、イチの背後からの撮影で行為は見えず、かなりぼかした描写）だけである。
よって、本作は基本的に作品全体の暴力描写だけが「反社会的作品」と映倫に判断され、R-18指定になったことが分かる。
イギリスでの上映時に問題となったシーンは、多数のかぎ針で天井から吊るした鈴木に、垣原が高温の油をかけて拷問するシーンと、垣原が自らの舌をドスで切り落とすシーンの2か所であり、これらは実写映画版でも原作漫画の内容がそのまま特殊効果によりリアルに再現されている。
以下の一覧は、原作漫画と実写映画版の主要な相違点を取りまとめたものである。分量が多いため、折りたたみ表示にする。（スマホ版Wikipediaは表の折りたたみ表示に非対応）
| 相違点                                                     | 原作漫画 | 実写映画版 |
| ◆キャラクターの設定変更                                    | | |
| イチの髪型                                                 | スポーツ刈り | 坊ちゃん刈り |
| ジジイの髪型                                               | 白髪の角刈り | 黒髪のボサボサ頭 |
| ジジイが摂取するもの                                       | ステロイド注射 | ゼリー飲料 |
| 昇                                                         | 登場 | 未登場、龍とキャラクターが統合 |
| 井上（加納）の髪型                                         | 禿げ頭 | スポーツ刈り |
| カレン                                                     | 金髪、日本人 | 黒髪、香港人 |
| 垣原                                                       | 黒髪、黒い背広 | 金髪、紫色の背広など派手な服装 |
| 高山                                                       | 両耳にピアス・サングラスなし | ピアスなし・サングラス |
| 金子                                                       | シャツにスラックス | 赤、または黒いレザー素材のジャケット |
| 船鬼                                                       | サングラス | サングラスなし |
| セーラの本名                                               | 林田洋子 | 山崎恵美 |
| セーラのヒモ男の本名と年齢                                 | 田村・31歳 | 横山正・33歳 |
| 金子の前職                                                 | キックボクサー | 拳銃を紛失して退職した元警察官、射撃で入賞した経験あり |
| 金子が使用する拳銃                                         | トカレフTT-33 | ルガー・KP89 |
| 金子が安生組に入った経緯                                   | 詳細な描写・記述はなし | 警察を退職後、歌舞伎町で街金業者に絡まれていたところを高山に助けられ、安生組に入る |
| 二郎・三郎兄弟                                             | 垣原が以前在籍していた暴力団（阿藤組）の組員 | 警視庁新宿東警察署の悪徳刑事 |
| マリナとミカ（ホテトル嬢）                                 | 垣原に命じられたカレンが二郎・三郎の性欲処理のために用意 | 未登場 |
| ◆場所の設定変更                                            | | |
| イチとタケシとの出会い                                     | 物語の冒頭、ヤクザマンションで | 深夜の新宿・百人町、埼京線沿線の道路で |
| イチの勤務先                                               | 新潟県内の鉄工所 | 東京都内の飲食店 |
| イチの住居                                                 | 新潟県内の海沿いのコテージ | 都内の安アパート |
| はぐれ者グループのアジト                                   | ラブホテル「シャドゥー」と高級ホテル「タームホテル」 | ラブホテル（名称不明）と安アパートと高級ホテル（名称不明） |
| イチのアジト                                               | ヤクザマンション1201号室にある「テレクラJoe」の跡地 | はぐれ者グループとは別の安アパート、その後はヤクザマンション1109号室にあるテレクラ跡地 |
| セーラの風俗店の場所                                       | 新潟県内 | 東京都内 |
| セーラとヒモ男の住居                                       | 新潟県の一戸建て | 都内のマンション |
| 垣原が舌を切り落とした場所                                 | 北新宿中央病院301号室 | 三光連合の事務所 |
| ◆描写の変更点                                              | | |
| ジジイがイチに出す殺人指示                                 | 封筒に入った写真 | ヤクザマンション1109号室にあるテレビに映されたビデオ映像 高級ホテルで手渡しする封筒に入った写真 |
| 三光連合の代紋                                             | 丸に「三」 | 菱に「三」 |
| 中沢が抱えているもの                                       | 飼い犬 | 砂時計 |
| 船鬼が垣原に要求した和解金の金額                           | 2000万円 | 1億円 |
| 垣原のマリアに対する拷問                                   | 針で左手の手のひらを刺す | 左手の指を逆方向に折り曲げる |
| 井上（加納）の使用する薬物                                 | ヘロイン | シャブ |
| 井上（加納）の薬物の禁断症状による行動                     | ブラウン管テレビの分解 | ブラウン管テレビの分解に加えて羽毛ベッドも解体 |
| 井上（加納）の遺体処理                                     | 描写なし | 針でハリセンボンのような状態にされた上で左目もえぐられ、テレビの筐体に入れたまま街の粗大ごみ置き場に放置 |
| 鈴木の病室で脅迫した中国人に扮するはぐれ者                 | ジジイ、龍、昇の3名 | ジジイ、龍の2名 |
| セーラのヒモ男に対するイチの殺害方法                       | 殺人シューズで上半身のみ真っ二つに斬り裂かれる | 殺人シューズで全身を完全に真っ二つに斬られる |
| イチの殺人シューズで斬られたセーラの部位                   | 首右側面の頸動脈 | 首左前面の頸動脈 |
| セーラとヒモ男殺害後のイチの行動                           | 2名を殺害後、血まみれになった状態で自宅に放火 | 2名の殺害のみ |
| セーラとヒモ男の殺害を報じるメディア                       | 新聞 | テレビ |
| 中沢の垣原に対する絶縁処分                                 | 洋食レストランで中沢が垣原と直接対面の上絶縁 | 洋食レストランで中沢のみオンラインで会議に参加のうえ絶縁 |
| 絶縁後の垣原の行動                                         | 三光連合を無視する形で「垣原組」を結成 | 「安生組」をそのまま引き継ぐ |
| 絶縁後の垣原の拷問相手と拷問方法                           | 歌舞伎町のヤクザ者やゲーム店、ビニ本店の店主に対して、針を用いて刺しまくる                                                                                            | 「PUBヒランドゥ★」の店主に対して、左頬を垣原がカレンとともに怪力で引きちぎる（頬がちぎれる描写はなし） |
| 垣原がカレンに指示した虐待プレイの内容と場所               | SMプレイ用の十字架に手足を拘束、ヤクザマンション905号室「ウィスパー2」                                                                                                | 天井から吊るした鎖で拘束、雑居ビル地下のサウナ室 |
| イチのスランプ                                             | セーラ殺害による異常な性的興奮に起因 | セーラ殺害による異常な性的興奮に加え、ジジイの指示に対する違和感に起因 |
| 垣原組・竹中の切断された顔                                 | ヤクザマンション1007号室の天井に貼り付く | 部屋の外の壁に張り付く |
| 垣原組の裏ビデオ工場に対するイチの襲撃後に垣原がとった行動 | ドスを持った垣原組の下っ端・マサシのバラバラ遺体の右手断面を眺めながら「これがイチか……鉈（ナタ）でも振り回してんのか…？センスはいいな……」とつぶやく                   | 桜井と思われる人物の内臓を、あたかももつ焼きのように針で刺して床からすくい上げ「人間は1つの管でつながってんだよ」とつぶやく |
| ヤクザマンション内の遺体の処理                             | 藤原が死体バッグに入れ四輪駆動車で外に運び出す | 金子がドラム缶に入れてヤクザマンションの屋上で燃やす |
| イチがスランプに陥ったときにジジイが処方した薬             | 軽い安定剤と血管拡張剤 | 安定剤 |
| ミユキの捜索                                               | 垣原の指示でカレンが捜索 | 垣原の指示で悪徳刑事の二郎・三郎が捜索 |
| イチの写真                                                 | カレンには一切見せない | カレンに見せ、イチに会うことをそそのかす |
| イチの過去の殺人                                           | 同級生（鬼鮫）を複雑骨折の上ショック死させる | 親を殺害する |
| イチの過去に受けたイジメや立花のレイプ                     | 60％は事実、40％はジジイの創作による洗脳 | イジメの過去は一切存在せず、100％ジジイの創作による洗脳 |
| ミユキの拷問場所                                           | ミユキの部屋とヤクザマンション905号室「ウィスパー2」 | 安生組の事務所 |
| ミユキに対する二郎・三郎の拷問方法                         | 三郎がドスで左乳首を切断、二郎がパンチで右乳房の豊胸バッグを破裂させ、さらにレイプする                                                                                | 両乳首を洗濯バサミで挟み、二郎が医療用メスで切断。レイプシーンはなし |
| 龍の探索方法                                               | カレンがミユキに声の似たキャバクラ嬢にニセ電話をかけさせる | 三郎が嗅覚を生かしてミユキの局部の臭いから龍を探し当てる |
| 龍が捕まった場所                                           | 西武新宿PePeの前で二郎・三郎兄弟に拉致される | はぐれ者のアジトに三郎が侵入し、外に待ち構えていた垣原と格闘の上捕まる（原作における昇のシーンと統合されている） |
| カレンとイチの出会い                                       | ジジイの謀略によりホテルシャドゥー501号室でイチと面会 | ジジイの謀略により黄色いVWビートルでイチを撥ねる |
| カレンによるイチとのテレフォンSM                           | 詳細な描写あり | 電話ではなく対面での会話 |
| イチのスランプ脱却                                         | 立花を装ったカレンのテレフォンSMプレイによりイチが自慰を行い射精して覚醒                                                                                              | 立花を装ったカレンのフェラチオで覚醒 |
| イチによるカレンの殺害方法                                 | 殺人シューズで喉元に一撃 | 殺人シューズで左足を切断の上、首左側面の頸動脈を切断 |
| カレンの殺害場所                                           | ホテルシャドゥー501号室 | イチが住んでいる安アパートの一室 |
| ミユキの殺害                                               | 二郎によるアッパーカット | 金子による暴行 |
| 龍に対する拷問                                             | 二郎と三郎により耳をちぎる、睾丸を潰すなど壮絶な暴行 | 垣原による針を用いた全身串刺しと、二郎による左腕千切り（原作における昇に対する拷問手法に相当） |
| ジジイと高山の再会場所                                     | ヤクザマンションの警備室 | ヤクザマンションの廊下 |
| 高山の殺害場所                                             | ヤクザマンションの警備室 | ヤクザマンションの非常階段を降りた先の吹き抜けのある場所 |
| 二郎の拷問                                                 | 昇の両腕を怪力でもぎ取る | 龍の左腕を怪力でもぎ取る |
| イチによる三郎の殺害                                       | 三郎が誤ってドスを落とした際にイチが三郎の頭頂部を切断 | 部屋に潜んでいたイチが三郎の首を切断 |
| ジジイの創作による金子に対する殺人トリガーの設定           | イチの同級生の金田 | イチの実兄 |
| イチによる金子の殺害場所                                   | ヤクザマンションの廊下 | ヤクザマンションの屋上 |
| 金子の最期                                                 | イチの殺人シューズで左足を切断され、首の後を刺されて絶命 | イチの殺人シューズで首前面を斬られ、頸動脈からの出血多量で絶命 |
| 父・金子の死に対するタケシの認識                           | タケシはジジイから偽情報を吹き込まれ、父は存命だと思い込む | ヤクザマンションの屋上で、イチによる父の殺害現場に立ち会う |
| 垣原の最期                                                 | イチに左手と右手指3本を切断され、飛び移った隣のビル屋上の柵に右手人差し指だけでぶら下がっていたところ、偶然止まったハトのフンが柵にかかり、右人差し指を滑らせて転落死 | 泣きじゃくるだけのイチに失望し自らの耳に針を刺す。 イチが殺人シューズで垣原の額を割り、垣原はマンションの柵の上から後ろに倒れるように転落して死亡。しかし垣原の遺体の額には傷は一切ついておらず、イチに失望した垣原が自死を選んだ可能性が示唆されている。 |
| ジジイの最後                                               | イチに代わってタケシを新たな殺し屋に育て上げ、「平和の新宿（ハイキョ）計画」を続行、存命                                                                              | 公園の木に自ら首を吊って縊死 |
| タケシの最後                                               | ジジイによって新たな殺し屋に仕立て上げられる | イチに殺人シューズで頭部を切断される。ただしこれは垣原の妄想であり、タケシの実際の生死は不明。 |
| ◆映画で削除された主要なシーン                              | | |
| 安生組の金庫を開けるシーン                                 | ジジイがカンだけで開ける | 描写なし |
| イチの自慰・射精シーン                                     | 随所に詳細な描写あり | セーラの自宅を覗いた際の自慰シーン、三郎を殺害した際の射精シーン以外描写なし |
| イチや垣原の勃起シーン                                     | 詳細な描写あり | イチのみ若干描写あり、垣原については描写なし |
| 垣原が自らの舌を切断した際の射精シーン                     | 1コマだが詳細な描写あり | 一切描写なし |
| 屍姦シーン                                                 | ぼかしているが描写あり | 一切描写なし |
| 「PUBヒランドゥ★」の客だったヤクザ・丈二に対する垣原の拷問 | 2ページを使って詳細に描写 | 丈二は登場しない。「PUBヒランドゥ★」の店主に対する垣原の拷問として、原作の他のシーンと統合して描写されている |
| イチの高校時代のイジメ                                     | 執拗かつ詳細な描写あり | ぼかした描き方 |
| イチの同級生の立花のレイプシーン                           | 詳細な描写あり | 描写なし |
| セーラの本番行為                                           | 少ないコマ数だが描写あり | 一切描写なし |
| マリアの飼い犬                                             | ヘロイン中毒の犬を飼っている | 犬は飼っていない |
| マリアに対する垣原の拷問                                   | マリアを井上（加納）のアジトに同行させた上で、井上の殺害後に、垣原が針で首を絞めて殺害                                                                                | 井上（加納）のアジトへのマリアの同行なし、マリアの左手の指を折った後の生死の描写も一切なし |
| 垣原の井上（加納）に対する針での刺殺シーン                 | 執拗かつ詳細な描写あり | 描写なし、上記に記載のとおり多数の針を刺された井上（加納）の死体のみが移される |
| 垣原による西城の肛門狙撃による殺害                         | 詳細な描写あり | 描写なし |
| 二郎・三郎兄弟のミユキの部屋への侵入                       | 詳細な描写あり | 描写なし |
| 三郎による二郎の遺体損壊                                   | 詳細な描写あり | 描写なし |
| 昇と垣原の陰茎切断シーン                                   | 詳細な描写あり | 昇とキャラクターが統合されている龍の陰茎を垣原が洋裁用ハサミで切断しようとするシーンが存在するが、未遂に終わっている。 イチによる垣原の陰茎切断シーンは一切描写なし。                                                                                     |
| 三郎による入院中の鈴木と、同室にいた裏ビデオ女優の殺害     | 詳細な描写あり | 描写なし |
| カレン殺害後のイチによる顔射                               | 1コマだが詳細な描写あり | 描写なし |